# Yorgo Voyagis
Yorgo Voyagis (n. 6 decembrie 1945, Atena, Regatul Greciei) este un actor grec. A interpretat rolul Sfântului Iosif în miniserialul de televiziune Isus din Nazaret din 1977. A mai interpretat rolul Părintelui Alonso în serialul Al treisprezecelea apostol - Alesul sau al lui Carlos în filmul din 1988 Identitatea lui Bourne.

## Filmografie parțială

### Filme
- Zorba Grecul, regia Michael Cacoyannis (1964)
- Killer Kid (1967)
- Cronica anilor de foc (1975), regia Mohammed Lakhdar-Hamina
- I nuovi mostri, regia Mario Monicelli, Dino Risi, Ettore Scola (1977)
- Nero veneziano, regia Ugo Liberatore (1978)
- L'assistente sociale tutto pepe, regia Nando Cicero (1981)
- Sesso e volentieri, regia Dino Risi (1982)
- La casa stregata, regia Bruno Corbucci (1982)
- Eccezzziunale... veramente, regia Carlo Vanzina (1982)
- The Little Drummer Girl, regia George Roy Hill (1984)
- Naso cane, regia Pasquale Squitieri (1986)
- Giulia e Giulia, regia Peter Del Monte (1987)
- Identitatea lui Bourne, regia Roger Young (1988)
- Grandi cacciatori, regia Augusto Caminito (1988)
- Nosferatu a Venezia, regia Augusto Caminito (1988)
- Frantic, regia Roman Polanski (1988)
- Ballata per un re, regia Abdelhafidh Bouassida (1991)
- Running Delilah, regia Richard Franklin (1994)
- Guardami, regia Davide Ferrario (1999)
- L'inverno, regia Nina Majo (2002)
- Swept Away, regia Guy Ritchie (2002)
- Signora, regia Francesco Laudadio (2004)
- Guardiani delle nuvole, regia Luciano Odorisio (2004)

### Televiziune
- Isus din Nazaret - miniserial de televiziune (1977)
- Mamma Lucia - miniserial de televiziune (1988)
- Medicina Generale - serial de televiziune (2007)
- Distretto Polizia 10 - serial de televiziune (2010)
- Angeli e diamanti - miniserial de televiziune (2011)
- Il tredicesimo apostolo - Il prescelto -miniserial de televiziune(2012)